# 夜機
《夜機》是香港女歌手陳慧嫻於1989年推出的經典歌曲。
改編自前西德女歌手Nicole Seibert於1983年推出的單曲《So Viele Lieder Sind In Mir》，原曲由Ralph Siegel及Robert Jung作曲，監製Ed. Daromella，1989年由歐丁玉製作，陳少琪填詞，編曲盧東尼，收錄於1989年的大碟《永遠是你的朋友》中，這張專輯是陳慧嫻暫別樂壇前專輯，除了收錄《夜機》外，陳慧嫻的首本名曲《千千闋歌》亦收錄在內。由於與大熱主打《夕陽之歌》（同樣由陳少琪填詞）同年推出，因此並未獲得很多獎項，但仍獲得了十大中文金曲獎。
當時尚未正式出道的郭富城在這首歌的MV裡擔任男主角。

## 簡介
這首歌自前西德女歌手Nicole Seibert於1983年推出的單曲《So Viele Lieder Sind In Mir》，由Ralph Siegel及Robert Jung作曲，陳少琪填詞。由於陳慧嫻在當年宣布暫別樂壇赴美讀書，令一眾歌迷對她依依不捨，寶麗金為她推出一系列的離別歌曲，收錄在《永遠是你的朋友》內，除了《千千闋歌》外，《夜機》亦是當年很紅的作品。旋律本身便有哀傷的感覺，配合陳少琪對女主人即將離別乘搭夜機時，將要跟自己男友分開，但對方卻「未盡全力」挽留自己，令她心灰意冷並下定決心離開，而兩人的感情亦會逝去，見「讓這顆心靜靜逃掉，情也抹掉。」而「可惜心灰意冷 情途更暗淡路更彎」便可見女主人對這段感情的絕望。陳慧嫻除了細膩的唱功及演繹外，她對這首歌的感情表達極致，此曲亦因而成為華語樂壇經典歌曲。這首歌亦像陳慧嫻自己的寫照，她當年離開香港後不久，亦與男友歐丁玉因難敵異地分隔而分手，而歐亦很快娶妻。此外，歌詞末段亦提到「不必感嘆 情緣或會某日再返」，雖然兩人分手，但仍保持好朋友關係。

## 其他工作人員
| - 合成器：大谷幸、盧東尼 - 結他：伊丹雅博 - 爵士鼓：岡本郭男 | - 電貝斯：渡邊茂樹 - 和音：雷有輝、鄧建明、李小梅、周小君、陳碧清 |

## 獎項
- 1989年度十大中文金曲頒獎禮 - 十大金曲獎

## 排行榜成績
| 903 專業推介 | RTHK 中文歌曲龍虎榜 | TVB 勁歌金榜 |
| ------------ | ------------------- | ------------ |
| 2            | 1                   | 2            |

雖然《夜機》在叱咤903並非冠軍歌，但由於商台以播放率計算榜單，因此回經常出現一首歌取得多週冠軍歌的情況（《千千闋歌》和《人生何處不相逢》便是例子）。而《夜機》則逗留了第二位數週，其總播放率亦超過200次，為當年全年播放率最高的20大歌曲之一。

## 其他版本
《夜機》比較著名的翻唱作品為張敬軒版本，他在2013年推出並派台，並成為叱咤903冠軍歌曲。據悉剛回巢寶麗金的陳慧嫻受到當時仍效力環球的張敬軒邀請，為其選擇一首自己的歌曲收錄於他的翻唱碟當中，於是陳慧嫻便親自為他挑選《夜機》這首歌，並稱讚他唱得很好。
| 903 專業推介 | RTHK 中文歌曲龍虎榜 | 新城 997.. |
| ------------ | ------------------- | ---------- |
| 1            | 3                   | 3          |

另外，歌手李逸朗亦翻唱了這首歌，他是繼《傻女》後再度翻唱陳慧嫻的經典作品。
2015年3月，歌手糖妹於無綫電視音樂節目《Sunday靚聲王》（第3集）中翻唱此曲。
《夜機》的國語版本是蔡幸娟演唱的《原諒我再見都沒說》，於1994年的單曲，填詞是黃桂蘭。